# آفاق البوكيمون (مسلسل)
آفاق البوكيمون: المسلسل (بالإنجليزية: Pokémon Horizons: The Series) (باليابانية: ポケットモンスター بوكيتو مونسوتا) هي السلسلة الثامنة من مسلسل الرسوم المتحركة بوكيمون. تستند إلى الألعاب الرئيسية من الجيل التاسع، بوكيمون سكارليت وفايلوت. تأتي بعد رحلة البوكيمون: المسلسل.
تتميز هذه السلسلة باستبدال الشخصيات الرئيسية من السلاسل السابقة، وتقديم شخصيات جديدة، مع أسلوب سرد جديد للقصة يقوم على تتابع الأحداث في الحلقات عكس المواسم السابقة حيث كانت معظم الحلقات ذات قصص منفردة.
عرضت لأول مرة في 14 أبريل 2023 في اليابان مع حلقة خاصة مدتها ساعة، وفي 7 مارس 2024 في الولايات المتحدة.
عرضت السلسلة باللغة العربية إبتداء من 27 فبراير 2024 على قناة إي جونيور في الإمارات، ثم صدرت في باقي دول العالم العربي في 27 فبراير 2025 على منصة نتفليكس.

## ملخص أحداث القصة
تقدم السلسلة شخصيتين رئيسيتين هما "ليكو" و"روي"، اللذان ينضمان إلى مجموعة من المغامرين تُعرف باسم مجموعة "الهجوم الفولتيّ الصاعد" ("رايزينغ فولت تاكلرز") وينطلقان في رحلة لاستكشاف عالم بوكيمون، وزيارة المناطق المتنوعة التي تم تقديمها في السلسلة الرئيسية، من "كانتو" إلى "بالديا".
تجد "ليكو" نفسها أيضاً مستهدفة من قبل منظمة "المستكشفين" الغامضة، التي تسعى وراء قلادتها الغامضة أيضاً.
خلال السلسلة، تنضم "دوت"، عضو آخر في "رايزينغ فولت تاكلرز"، إلى مجموعة الشخصيات الرئيسية وتبدأ في السفر مع "ليكو" و"روي" حيث يسجلون في أكاديمية "نارانها" لتعلم استخدام ظاهرة "تغير تيرا الماسي" ("التيراستال").

## الشخصيات الرئيسية
- ليكو: فتاة شابة من منطقة بالديا، تلتحق في البداية بأكاديمية إنديغو في منطقة كانتو. تتلقى قلادة حظ سعيد من جدتها، والتي يتبين لاحقًا أنها بوكيمون غامض يدعى "تيراباغوس". في البداية، تكون مترددة وخجولة جدًا، لكنها سرعان ما تتعلم أن تصبح أكثر ثقة بنفسها. في الأكاديمية، تحصل على شريكها البوكيمون "سبرغاتيتو". هدفها أخذ "تيراباغوس" إلى "لاكوا"، وهي مكان غامض يُعتبر أنه نعيم للبوكيمونات.
- روي: فتى نشيط من منطقة كانتو، يمتلك كرة بوكيمون قديمة حصل عليها من جده. ينضم إلى فريق "الهجوم الفولتي" بعد أن يكون صداقة مع البوكيمون "فويكوكو". هدفه هو العثور على "رايكوازا الأسود" الذي كان داخل كرة البوكيمون القديمة.
- دوت: إحدى أفراد الطاقم، وهي فتاة بارعة في التكنولوجيا وسرًا منشئة المحتوى الشهيرة على الإنترنت المعروفة باسم "Nidothing". في الواقع، هي انطوائية جدًا ونادرًا ما تغادر غرفتها. تقدم معلومات قيّمة للفريق من خلال إجراء أبحاث مكثفة.
- فريد: هو بروفيسور بوكيمون وقائد السفينة إلى جانب شريكه بيكاتشو الملقب بـ"الكابتن". وهو زعيم فريق "الهجوم الفولتي الصاعد" وأحيانا يكون كمرشد لكل من ليكو وروي.
- أميثيو: عضو في منظمة "المستكشفين" الشريرة، التي تسعى لسرقة قلادة ليكو والقبض على رايكوازا الأسود.
- أورلا: ميكانيكية تتولى إصلاحات السفينة، وهي صديقة قديمة لفريد.
- مولي: طبيبة بوكيمون سابقة وعضو في الطاقم.
- موروك: طاهٍ ماهر وعضو في الطاقم، وهو أيضًا خال دوت.
- لودلو: رجل مسن غامض يسافر مع الطاقم، ويقضي وقته في الصيد.
- زيرك وأونيا: التابعان المخلصان لأميثيو.
- سباينال: أحد أعضاء منظمة "المستكشفين".
- كورال وسيديان: ثنائي آخر من أعضاء منظمة "المستكشفين".
- هامبر: كبير خدم أميثيو وأحيانًا يكون مرشده، وهو عضو مخلص في منظمة "المستكشفين".
- جيبيون، زعيم منظمة "المستكشفين"، وهو رجل مسن غامض وأيضآ جد أميثيو. منذ زمن بعيد، سافر مع المغامر الأسطوري "لوسيوس" إلى "لاكوا". و الأن يسعى للحصول على "تيراباغوس" والأبطال الستة لمساعدته على العودة إلى لاكوا.
- ديانا: جدة ليكو، مغامِرة جريئة وجدت القلادة إلى جانب مذكرات "لوسيوس" عندما كانت طفلة. ألهمها ذلك للبحث عن الأبطال الستة.
- لوكا: ابنة ديانا ووالدة ليكو، وهي أيضًا مُدرسة فريد السابقة. تستعين بمساعدته بعد أن تدرك أن ليكو قد تكون في خطر.
- آن: شريكة غرفة ليكو في "أكاديمية إنديغو".
- أيونو: قائدة القاعة الرياضية في مدينة "ليفينسيا" في منطقة "بالديا"، متخصصة في البوكيمونات من النوع الكهربائي، وهي أيضا شخصية شهيرة على الإنترنت.
- نيمونا: مدربة بوكيمون متميزة من منطقة بالديا، وطالبة في "أكاديمية نارانها".
- لوشيوس: مغامر أسطوري ومدرب الأبطال الستة، وهو محتجز داخل "لاكوا" لمدة مئة سنة.

## طاقم العمل العربي
ترجمة الحوار: محمد مقداد
إخراج الحوار: أحمد كمال
الأصوات العربية:
- جنى مغامس - ليكو
- عبد خليفة - روي
- أحمد كمال - فريد
- جوزيف عقيقي - أميثيو
- زينب رسلان - نيدوثينغ/دوت
- ليال الاخرس - موللي
- دينا المنجد - أورلا
- ماريو كساب - موردوك
- سمير شمص - لوود لو
- فادي الخطيب - زيرك
- روزي يازجي - أونيا
- روميو ورشا - سباينل
- فؤاد شمص - سيديان
- ناريمان بيطار - كورال
- جيهان ملا - تشيلسي
- شربل أيوب - هامبر
- محمد سامي - جيبيون

## تقسيم السلسلة
في اليابان وباقي دول أسيا، صدرت السلسلة تحت عنوان "(ポケットモンスター Pocket Monsters 2023) وحوش الجيب 2023"، وتُقسم إلى فصول، ويُمنح كل منها عنوانًا فرعيًا خاصًا به.
- وحوش الجيب: إنطلاق ليكو وروي: هذا الفصل يشمل الحلقات من 1 إلى 25.
- وحوش الجيب: تَلألُؤ تيراباغوس: هذا الفصل يشمل الحلقات من 26 إلى 45.
- وحوش الجيب: بداية التيراستال: هذا الفصل يمتد من الحلقة 46 إلى الحلقة 67.
- وحوش الجيب: صعود رايكوازا: هذا الفصل يمتد من الحلقة 68 إلى الحلقة 89.
- وحوش الجيب: ميغا فولتاج: هذا الفصل يشمل الحلقات إبتداءا من الحلقة 90.[18]

أما في الدبلجة الإنجليزية والعالمية، صدرت السلسلة تحت عنوان "Pokémon Horizons: The Series"، وهي مقسمة إلى مواسم، وحتى الآن هناك موسمان.
- الموسم الأول: أفاق البوكيمون: المسلسل: يتكون من 45 حلقة.
- الموسم الثاني: آفاق البوكيمون: الموسم 2 - البحث عن لاكوا : يتكون من 44 حلقة.

## قائمة الحلقات في الدبلجة العربية

### آفاق البوكيمون: المسلسل
الموسم الأول صدر على نتفليكس في 27 فبراير 2025.
| رقم الحلقة | عنوان الحلقة                      | وصف للحلقة |
| ---------- | --------------------------------- | --- |
| 01         | قلادة البداية، الجزء الأول!       | تصل "ليكو" إلى أكاديمية "أنديغو" حيث تلتقي بشريكها "البوكيمون"، إلا أنهما يواجهان انطلاقة متعثرة. ولاحقًا، يطلب منها زائر مريب طلبًا غريبًا.                                         |
| 02         | قلادة البداية، الجزء الثاني!      | أثناء ركوبها على متن سفينة هوائية، تُذهَل "ليكو" بـ"البوكيمون" الجديد مما يثير لديها الكثير من التساؤلات. غير أن الوقت ينفد قبل البحث عن إجابات... فيتجه الطاقم مباشرة نحو العاصفة! |
| 03         | طبعًا. لأن سبريغاتيتو معي!         | يلتقط "روكراف" رائحة "سبريغاتيتو" في مركز "البوكيمون"... وتُستدرَج المجموعة لتقع مباشرة في شراك "أميثيو"، غير أن "فريد" و"ليكو" لديهما خطة سرّية.                                    |
| 04         | كنز ما بعد العاصفة!               | يضطر الفريق للتوقف عند وصوله لجزيرة ما، وهناك يثير "فويكوكو" المتاعب عندما يأكل طعام "بوكيمونات" الغابة... لكن الأمر برمته يقود لحصول "ليكو" على صديق جديد.                       |
| 05         | وجدتك فويكوكو!                    | يحظى "روي" بفرصة ليقضي بعض الوقت مع "فويكوكو"، وفي ظل اقتراب المستكشفين من السفينة الهوائية المركونة، تُضطر العصابة إلى طلب مساعدة إضافية.                                         |
| 06         | كرة بوكي القديمة                  | بينما تحاول "ليكو" حماية قلادتها، تندلع معركة بين "البوكيمون"، الأمر الذي يكشف عن مفاجأة أسطورية لم يتوقعها أحد.                                                                  |
| 07         | تمرين خاص مع الكابتن بيكاتشو!     | كونهما أعضاء جُدد في الطاقم، تتدرب "ليكو" و"روي" تحت إشراف الكابتن "بيكاتشو". فيما تستمر مهمة البحث عن "ريكويزا" بمساعدة مبرمجة غامضة.                                             |
| 08         | الباب الذي لا يٌفتح ابداً           | يقلّ الطعام بصورة غامضة، ما يدفع الفريق للتوقف من أجل التبضع. وفي تلك الأثناء، تسعى "ليكو" للتقرّب من "دوت"... دون أن تتخيل مطلقًا إلى أي حدّ ستكونان قريبتين.                        |
| 09         | اهلا في بالديا!                   | يستمتع الفريق في "بالديا"، لكن رحلة "ليكو" السعيدة تواجه حجر عثرة حيث تصادف أولًا "ليتشهونك" هائجًا، ثم تُجبَر على اتخاذ قرار بشأن مغادرة السفينة.                                    |
| 10         | نيمونا وبراسيوس و...              | تلتقي "ليكو" و"روي" والمدربة المتفوقة "نيمونا" في بلدة "أرتازون" بالفنان "براسيوس"، فيسرد لهم قصة مصادفته الـ"ريكوازا" الأسود.                                                    |
| 11         | غابة أربوليفا                     | تصل "ليكو" و"روي" ليجدا غابة تحوّلت إلى أرض مقفرة. من جهة أخرى، تساعد المجموعة "أوبر" مصاب، ويبدو أنها قد أزعجت الـ"أربوليلا"... فهل هناك أمر أكبر يدور في الخفاء؟                 |
| 12         | المستقبل الذي أختاره              | في خضم العمل على إعادة تنمية الغابة، تذهل قدرات "كواكساير" الجميع... ولكن هذه ليست آخر مفاجآت "البوكيمون"!                                                                        |
| 13         | نزهة غير متوقعة!                  | تحبط مشاكل تتعرض لها السفينة الهوائية خطط "رايزنغ فولت تاكليرز"، وتفضي إلى الخروج في نزهة، حيث تستغرق "ليكو" في البحث عن طُرقٍ لإشراك "دوت" و"لودلو" اللذين تخلفا عن المشاركة.      |
| 14         | طِر! واترول!                       | يثير سرب "ماغنتون" شكوك "فريد" حول وجود مؤامرة، فيباشر التحري حول الأمر. من جهته، يحاول "روي" تشجيع " واترول" على الطيران.                                                        |
| 15         | شخص لا نراه! فمن يكون؟            | تهرع المجموعة للعمل عندما تختفي "ليكو"، وحين تعجز عن العثور على أي دليل يمكن تتبعه، تطلب "دوت" المساعدة من صاحبة بثّ على شبكة الإنترنت. وفي تلك الأثناء، تصبح ذاكرة "ليكو" مشوشة.  |
| 16         | كواكسلي، يمكننا فعلها!            | تنطلق مجموعة "الهجوم الفولتيّ" للعثور على القلادة، وتعطي كرة بوكيمون عتيقة برّاقة تلميحات عن مكان وجودها. في حين تُصعَق "ليكو" من اعتراف مفاجئ.                                       |
| 17         | وقت التدريب الخاص!                | تقود مشاجرات "واترول" و"فويكوكو" التي لا تنتهي إلى وقوفهما في مواجهة أمام الكابتن "بيكاتشو". وعندما تصادف المجموعة مطبّات هوائية، تجد نفسها أمام أحداث مفاجئة.                     |
| 18         | بيكاتشو المُحلِق، يرتفع أكثر وأكثر! | تكشف لمحة على ماضي "فريد" القصة المميزة للقائه بالكابتن "بيكاتشو" في حكاية تسحر لبّ "ليكو".                                                                                        |
| 19         | الحقيقة الحلوة المرّة              | بعد أن تعرف تاريخ "موردوك" المفرح المبكي مع "ميتشل" طاهي المعجنات، تتحدى "ليكو" و"موردوك" "ميتشل" في قتال "بوكيمون"... حيث تأخذ الأمور منحًى لذيذًا.                                |
| 20         | تدريب معارك كابو!                 | تُذهَل "ليكو" و"روي" حين يشاهدان "كابو"، رئيس نادي "موتوستوك"، الذي يشدد على أهمية ثقتهما بنفسيهما للعثور على "ريكوزا". ثم تبدأ مهام التدريب.                                       |
| 21         | الهاتينا الوحيدة                  | تتأمل "ليكو" في مسيرة عملها كمدرّبة أثناء رعايتها لـ"هاتينا" المُرهفة... وهل ستتقرب "هاتينا" من "ليكو" حين تهدأ شرارة مشاعرها المتّقدة؟                                              |
| 22         | هجوم مناجم غالار!                 | تسبر "ليكو" و"روي" أغوار "منجم غالار" بعد سماعهما صوتًا يبدو وكأنه صوت "ريكويزا"، غير أنهما لم يجدا سوى البوكيمون المذعورين... وفي الوقت نفسه، يبدأ المستكشفون في الاقتراب.        |
| 23         | المولتريس الغالاريّ الحارق         | لم يستطع الفريق أن يقترب من "المولترس الغالاري"، لذا تتخذ "ليكو" مسارًا مختلفًا وتخوض مهمة لفكّ شيفرة مشاعره المتأججة.                                                               |
| 24         | لمّ الشمل في القلعة القديمة!       | ينطلق الفريق في مهمة لزيارة "ديانا"، جدّة "ليكو". فيما يعرض "أميثيو" صورة مذهلة لـ"هامبر"، وتظهر الحقيقة حول القلادة في نهاية المطاف!                                              |
| 25         | خصوم في ظلمة الليل!               | في ظل رغبة المستكشفين في السيطرة على "تيرابغوس"، تندلع على سطح القلعة معركة بين "فريد" و"أميثيو". من جهة أخرى، تجمع مواجهة بين "ديانا" و"هامبر".                                  |
| 26         | مغامرة تيراباغوس!                 | ينتهي الحال بـ"تيراباغوس" في مكان مرتفع وخطير بسبب فضوله. وبفضل رؤية "ديانا"، هل تتمكن "ليكو" العازمة من مساعدته لاستعادة قوته الحقيقية؟                                          |
| 27         | طالما أنني مع أصدقائي!            | تكتشف "دوت" معلومات حول رصد "ريكويزا" في منطقة "غالار"، فهل يحظى الفريق بفرصة في النهاية؟ فيما تساعد حصة تحضير "الكاري" على تقوية العلاقة بين أفراد الفريق.                       |
| 28         | الكنز المسروق                     | تصادف "ليكو" و"روي" و"فريد" تاجر التحف القديمة "تيبن" الذي يبدو واسع المعرفة بالقطع الأثرية التي يملكها، فيما يلاحظ "روي" لاحقًا اختفاء شيءٍ ما!                                    |
| 29         | أورلا وصانعة كرات البوكي          | يقابل الفريق صدفةً صانعة "كرات البوكيمون" الشغوفة "كارنا" التي تستفيد من خبرة "أورلا". فيما يُفضي اختبار "روي" لـ"كرات البوكيمون" إلى شنّ هجمة مباغتة.                               |
| 30         | زلق وحادث! بوكيمون غامض؟!         | يقود سائل أرجواني غريب وصوت ارتطام غامض "ليكو" و"روي" للبحث عن أدلة. فهل سيبعث اكتشاف الجاني الفرح في سفينة الفضاء، أم أنه سيثير الفوضى؟                                          |
| 31         | أغنية في الضباب                   | بعد سماعه عن سفينة شحن عالقة في ضباب كثيف أنقذتها أغنية غامضة، تقوم مجموعة "الهجوم الفولتيّ الصاعد" بتمشيط البحر بحثًا عن البوكيمون الأسطوري "لابراس".                              |
| 32         | مشاعر لابراس، التفكير في الأصدقاء | يكشف "فريد" عن نظرية صادمة بعد مهاجمة "لابراس" وطاقمه من القراصنة لـ"بريف أوليفين" وسط البحر، غير أن الطاقم لا يمكنه تخيل ما سيرونه بعد ذلك!                                      |
| 33         | زئير الريكوازا الأسود             | يواجه "روي" أخيرًا "ريكوازا" الأسود، لكن "أميثيو" يتدخل ويطلق العنان لغضبه، فيما تخمّن العصابة تحوّل "تيراباغوس" المتوهّج.                                                            |
| 34         | مغادرات متتالية                   | يُقيم الطاقم حفلة وداع رائعة لمفاجأة "ديانا"، فيما يتعهد "أميثيو" بأن يصبح أقوى ضمن خططه بعد المعركة.                                                                              |
| 35         | الثنائي الشرس، فريد وكابتن        | بما أن المغامرة تكلّف المال، يبدأ "فريد" العمل في وظيفة للعثور على بوكيمون مفقود. فيما تتولى "ليكو" مهمة جديدة تتمثل في الكتابة عن ثنائي تقدّره.                                    |
| 36         | مهمة: إيجاد شريك أوينكولونغ!      | ها قد بدأت بطولة بلدة "بيغتون" للمعارك المتعددة، ومع تشكيل البوكيمون لثنائيات، هل تستطيع "ليكو" و"روي "و"كواكسلي" مساعدة "أوينكولونغ" وشريكها في العثور على زميل في الفريق؟       |
| 37         | فويكوكو يصبح محتالا؟!             | عندما يتسبب "كروكودايل" و"كروكوروك" في حدوث مشاكل في موقع للتنقيب عن آثار، تكتشف مجموعة "الهجوم الفولتيّ الصاعد" سببًا مفاجئًا للهجوم.                                               |
| 38         | نداء إستغاثة من تانديماوس؟        | بعدما يؤدي هبوب عاصفة لوصول المصاب "تانديماوس" إلى السفينة، تهرع "مولي" و"ليكو" إلى العمل لمساعدة بوكيمون آخر محاصر في أحد الكهوف.                                                |
| 39         | مطرقة تينكاتينك المثالية          | يتوقف الطاقم للحصول على إمدادات في بلدة "ستيلباوند". لكن عندما يعود الجميع، يكتشفون أن ثمة لصًّا غامضًا قد تسلل على متن السفينة.                                                     |
| 40         | وداعاً، سبريغاتيتو؟                | بعد تعرّض "ليكو" للإصابة خطأً أثناء التدريب، يعود "سبريغاتيتو" إلى المكان الذي ترعرع فيه... ويرفض المغادرة.                                                                         |
| 41         | ظهور أم شرسة                      | تأتي"فرانكا" والدة "دوت" لإعادة ابنتها إلى المنزل، لكن "دوت" ليست مستعدة للمغادرة وستسعى لإثبات انتمائها للفريق.                                                                  |
| 42         | تغير! بطل البحار، بالافين         | حين تحل المتاعب على الشاطئ، يتحوّل البوكيمون الأسطوري الذي يخجل التصوير لحماية البحر، فيما يسارع "الفتية المصورون" لالتقاط ما يحدث على كاميراتهم.                                  |
| 43         | تحدٍ من المستكشفين                 | مع رغبة الجميع في الحصول على خبز "ويغليت" الحلو المتوفر بكمية محدودة، يدفع خلافٌ على آخر علبة من الخبز كل من "ليكو" و"روي" لمواجهة "المستكشفين".                                   |
| 44         | خطة الإمساك بريكوازا!             | يستقصي الطاقم مبنى مشبوهًا في جزيرة مجهولة، ويكتشفون خطة "المكتشفين" لصيد "ريكوازا" الأسود.                                                                                        |
| 45         | من مكان بعيد جداً                  | بعدما يثير "المكتشفون" غضب "ريكوازا" الأسود، أتستطيع الجماعة الظفر بمعركة في وجه البوكيمون الشهير وإقناعه بمساعدة "تيراباغوس"؟                                                    |

### آفاق البوكيمون: الموسم 2 - البحث عن لاكوا
الموسم الثاني، حاليا قيد الدبلجة.

## الإنتاج
تم إنتاج السلسلة بواسطة استوديو OLM، الذي يعد من أبرز استوديوهات الأنمي في اليابان، والمشهور بإنتاجه لأجزاء عديدة من سلسلة بوكيمون. تم إخراج السلسلة بواسطة "تسونيكازو إيشيهارا"، بينما أشرف "داي ساتو" على كتابة النصوص و"ري يامازاكي" على تصميم الشخصيات.
بدأ عرض السلسلة في 14 أبريل 2023 على قناة تي في طوكيو اليابانية.
في الولايات المتحدة تم عرض الموسم الأول على منصة نتفليكس في 7 مارس 2024، ويتكون من 45 حلقة، بينما عرض الموسم الثاني في 7 فبراير 2025.
تلقت السلسلة استقبالًا إيجابيًا من قبل النقاد والمشاهدين على حد سواء، حيث تم الإشادة بتقديم شخصيات جديدة مع تعزيز عالم بوكيمون التقليدي. كما سجل الموسم الأول نجاحًا على منصات البث، حيث وصل إلى قائمة أفضل 10 مسلسلات تلفزيونية باللغة الإنجليزية في عدة دول عبر نتفليكس.

## روابط خارجية
- آفاق البوكيمون (مسلسل) على موقع IMDb (الإنجليزية)
- آفاق البوكيمون (مسلسل) على موقع روتن توميتوز (الإنجليزية)
- آفاق البوكيمون (مسلسل) على موقع نتفليكس (الإنجليزية)
- آفاق البوكيمون (مسلسل) على موقع ألو سيني (الفرنسية)
- آفاق البوكيمون (مسلسل) على موقع قاعدة بيانات الفيلم (الإنجليزية)
- آفاق البوكيمون (مسلسل) على موقع ANN anime (الإنجليزية)